# محطة قطار توزر
محطة قطار توزر هي محطة قطار سكة حديد تابعة لشركة سكك الحديد التونسية وبها خط سكة حديد قياس متر يربط بين غربية وتوزر . تقع بمدينة توزر في تونس .

## الحالة على الشبكة
هي محطة انطلاق من الجنوب التونسي وتربط بين توزر وتونس عبر المتلوي وقفصة وصفاقس.

## تاريخ
انطلق بنائها سنة 1909 واشرف على بنائها المهندس الإيطالي المو بوتشياريلي. بدأ العمل به عام 1910 و بمناسبة افتتاح الخط الذي يربط توزر ودقاش وقد تم نقل البضائع بين هاتين المدينتين كعملة تججريبية وقتها واستمرت.
الواجهة المطلة على خط السكة الحديد والتي تطل على المدينة وقد تم تصنيفها معلم اثري محمي من قبل المعهد الوطني للثراث في 15 جانفي 2001.

## المعمار
هي مثلها مثل معظم العقارات والمباني في توزر مبنية من اجر المعروفة به المدينة ويسمى اجر توزر وهو متكون اساسا من الطين المحمي بالفرن